# Рафферти, Франсис
Франси́с Ра́фферти (англ. Frances Rafferty; 16 июня 1922, Су-Сити, Айова — 18 апреля 2004 или 8 апреля 2004, Пасо-Роблес, Калифорния) — американская актриса кино и телевидения, «девушка с плаката» времён Второй мировой войны.

## Биография
Франсис Энн Рафферти родилась 16 июня 1922 года в городе Су-Сити, штат Айова. Отец — Максвелл Льюис Рафферти (1886—1967), владелец компании по производству обоев и краски; мать — ДеЭтта Франсис Кокс Рафферти (ок. 1892 — 1972). Старший брат — Макс (1917—1982) — писатель и политик, претендент в Сенат США от Калифорнии (Республиканская партия; 1968).
В начале 1930-х годов, в связи с Великой депрессией, бизнес отца разорился, и поэтому, когда Франсис было девять лет, её семья переехала в Лос-Анджелес, где она ещё ребёнком начала заниматься танцами. Франсис мечтала о карьере балерины, её преподавателем была известная Вера Зорина, но мечты девушки о сцене рухнули в 1940 году, когда она сломала себе коленную чашечку, упав на бетонные ступени концертного зала Голливуд-боул. Рафферти окончила старшую школу University High School, затем поступила в Калифорнийский университет в Лос-Анджелесе, но бросила его.
Подписав контракт с киностудией Metro-Goldwyn-Mayer (в отличие от большинства других юных актрис, студия не стала давать девушке сценический псевдоним, посчитав Франсис Рафферти достаточно благозвучным), Рафферти впервые появилась на экране в 1942 году — это стал криминальный фильм «Пальцы в окне», где девушка сыграла, без указания в титрах, роль оператора-телефонистки в клинике. Вообще, первые два года карьеры имя Рафферти в титрах фильмов, где она снималась, почти никогда не указывали. В 1946 году контракт с MGM был расторгнут. С 1942 года Рафферти стала «девушкой с плаката» в журнале Yank, the Army Weekly, созданном специально для американских солдат, воюющих за океаном. C 1949 года Рафферти также стала появляться в сериалах на телевидении.
В 1965 году Рафферти завершила свою карьеру и переехала на ранчо, купленное ещё в 1960 году, где с мужем занималась разведением лошадей породы американская четвертьмильная.
Франсис Рафферти скончалась 18 апреля 2004 года в городе Пасо-Роблс (Калифорния), не дожив двух месяцев до своего 82-го дня рождения.

### Личная жизнь
В 1944 году Рафферти вышла замуж за теледиктора Джона Харлана (род. 1925), но уже спустя три года последовал развод, детей от этого брака не было. Уже в 1948 году Франсис вышла замуж второй раз: её избранником стал некий Томас Р. Бейкер, с которым она прожила 56 лет до самой своей смерти. От этого брака остались двое детей: Брайан (по другим данным — Бриджит) и Кевин (род. 1950).

## Избранная фильмография
С 1942 по 1961 год Рафферти снялась в 30 фильмах (в т. ч. в восьми без указания в титрах и одном короткометражном) и с 1949 по 1965 год появилась в 35 сериалах (во всех, кроме «Декабрьской невесты», как приглашённая звезда, т. е. всего в одном-трёх эпизодах).

| - 1942 — Война против миссис Хэдли / The War Against Mrs. Hadley — Салли - 1942 — Семеро влюблённых / Seven Sweethearts — Джордж ван Мастер - 1943 — Немного опасный / Slightly Dangerous — девушка, выходящая из автобуса (в титрах не указана) - 1943 — Представляя Лили Марс / Presenting Lily Mars — шоугёл (в титрах не указана) - 1943 — Безумец Гитлера / Hitler's Madman — Аннализ Цермак (в титрах не указана) - 1943 — Пилот № 5 / Pilot ♯5 — официантка (в титрах не указана) - 1943 — Молодые идеи / Young Ideas — студентка - 1943 — Заморочки Мейси / Swing Shift Maisie — офисная сотрудница (в титрах не указана) - 1943 — Тысячи приветствий / Thousands Cheer — Мэри Корбино - 1943 — Сумасшедшая девчонка / Girl Crazy — Марджори Тейт - 1944 — Бродвейский ритм / Broadway Rhythm — девушка, собирающая автографы (в титрах не указана) - 1944 — Драконье семя / Dragon Seed — Орхидея Тан - 1944 — Джентльмен побережья Барбари / Barbary Coast Gent — Портия Эдейр - 1944 — Миссис Паркингтон / Mrs. Parkington — Джейн Стилхем - 1945 — Эбботт и Костелло в Голливуде / Abbott and Costello in Hollywood — Клэр Уоррен - 1946 — Негодяй Баскомб / Bad Bascomb — Дора Маккейб - 1947 — Потерянный медовый месяц / Lost Honeymoon — Лоис Эванс - 1947 — Кудряшка / Curley — Милдред Джонсон - 1948 — Денежное безумие / Money Madness — Джули Сандерс - 1954 — Шанхайская история / The Shanghai Story — миссис Уоррен - 1961 — Крылья удачи / Wings of Chance — Арлин Бейкер | - 1952, 1954, 1955 — Театр звёзд Шлица / Schlitz Playhouse of Stars — разные роли (в 4 эпизодах) - 1953—1954 — Театр «Четыре звезды» / Four Star Playhouse — разные роли (в 3 эпизодах) - 1953—1954 — Облава / Dragnet — Марла Хатчинс (в 3 эпизодах) - 1954 — Кавалькада Америки / Cavalcade of America — Анна Иуда (в 1 эпизоде) - 1954 — Топпер / Topper — Эллен Бейтс (в 1 эпизоде) - 1954 — Театр «Файрсайд» / Fireside Theater — Марсия (в 1 эпизоде) - 1954—1959 — Декабрьская невеста / December Bride — Рат Хеншо (в 156 эпизодах) - 1956 — Миллионер / The Millionaire — доктор Оливия Грейнджер (в 1 эпизоде) - 1958 — Театр «Алкоа» / Alcoa Theatre — миссис Мортон (в 1 эпизоде) - 1959—1960 — Уолт Дисней представляет / Walt Disney Presents — Луиза Морган (в 4 эпизодах) - 1961, 1963 — Перри Мейсон / Perry Mason — разные роли (в 2 эпизодах) - 1962 — Пит и Глэдис / Pete and Gladys — Нэнси (в 7 эпизодах) - 1963 — англ. Alcoa Premiere — Роуз (в 1 эпизоде) - 1964 — Мои три сына / My Three Sons — Хитер Марлоу (в 1 эпизоде) - 1965 — Лесси / Lassie — Энн Портер (в 1 эпизоде) - 1975, 1977 — Улицы Сан-Франциско / The Streets of San Francisco — разные роли (в 2 эпизодах) |